# Hombre de mar
Hombre de mar fue una telenovela argentina de Jorge Maestro y Sergio Vainman emitida en el año 1997 por Canal 13. Protagonizada por Gabriel Corrado y Viviana Saccone. Coprotagonizada por Aldo Barbero, Lucrecia Capello, Jorge Diez, Alejandra Gavilanes, Mónica Santibáñez y Tony Vilas. Antagonizada por Roberto De La Peña. También, contó con las actuaciones especiales de Cristina Murta y los primeros actores Héctor Bidonde y Olga Zubarry.

## Sinopsis
El mar.
Eterno confidente de promesas y secretos, de lágrimas y risas. 
Testigo silencioso de amores y pasiones. De vidas dedicadas a rescatar de sus entrañas el pan de cada día. 
Testigo de vidas como la de Fernando, un hombre criado humildemente por su madre y sin padre, que fue recogido por una familia de pescadores de la banquina en su adolescencia. Rudo y de gustos sencillos sale con las primeras luces del día a recorrer el mar y vive a pleno cada jornada de trabajo porque eso es lo que aprendió desde chico, a ganarse el sustento con alegría. Terco en su opiniones y terminante en sus juicios, es difícil hacerle cambiar de parecer. A partir de una desgraciada experiencia, bastante reciente, se ha vuelto inconstante en sus afectos. La pérdida del ser amado lo ha marcado profundamente y descree de las relaciones comprometidas. Pero el destino hará que su vida cambie completamente. 
Como cambiará la vida de Florencia, hija única de un importante industrial y novia oficial del heredero de los grandes negocios pesqueros de Silva. Consentida, orgullosa y frívola, trata a todo el mundo educada y formalmente, sin olvidarse de marcar en cada actitud, la distancia que cree la separa del resto de las personas. Su noviazgo con Darío es fruto de coincidir en los mismos ambientes. Sitios vedados a gente como Fernando. 
Pero esos dos mundos tan separados comenzarán a unirse por un secreto muy bien guardado que sale a la luz.

## Elenco
- Gabriel Corrado-Fernando
- Viviana Saccone-Florencia

Con
- Cristina Murta-La Baska

Protagonistas
- Aldo Barbero-Franco
- Lucrecia Capello-Elenita
- Jorge Diez-Donatto
- Alejandra Gavilanes-Andrea
- Mónica Santibáñez-Celia
- Tony Vilas-Roberto
- Roberto de la Peña-Darío

Coprotagonistas
- Joselo Bella-Pedro
- Marcelo Consentino-Renzo
- Ana Cuacci-Stella Maris
- Daniel Lemes-Padre Carmelo

Colaboran
- Gloria Carrá-Mariana
- Emilio Comte-Eduardo
- Luis de Mare-Portugués
- Jimena García Vara-Martina
- Daniel Lambertini-Giacomo
- Juan Carlos Luguea-Juan
- Lucía Martín-Bianca
- Ligia Piro-Julita

la participación especial de
- Olga Zubarry

y el primer actor
- Héctor Bidonde-Antonio Silva

## Retransmisión
Hombre de mar fue transmitida por Canal 13 de lunes a viernes de 19 a 20 horas durante abril y octubre de 1997. Entre marzo y agosto de 2009 fue retransmitida por el canal Volver, de lunes a viernes a la misma hora en que fue emitida originalmente.

## Curiosidades
- Los protagonistas de "Hombre de mar" vivieron durante un año en Mar del Plata, en la provincia de Buenos Aires para realizar los exteriores de la telenovela.

- Viviana Saccone actuó en "Por siempre mujercitas" y "Montecristo" entre otras producciones exitosas.

- Viviana Saccone fue galardonada con el Martín Fierro, por su actuación en "Princesa" antes de actuar en "Hombre de mar".

## Ficha técnica
- Autores: Jorge Maestro, Sergio Vainman, Gastón Pessacq y Esther Feldman.
- Colaboración en diálogos: Mario Borovich
- Escenografía y Ambientacíon: Silvana De la Torre
- Vestuario: Mónica Mendoza
- Supervisión de Vestuario: Jorge Barbagallo
- Dirección Musical: Osvaldo Montes
- Iluminación: Daniel Dinella
- Fotografía: Juan Carlos Suárez
- Edición: Marta Gagauz y Raúl Rosales
- Coordinación de operaciones: Héctor Figueroa
- Asistentes de Producción: Sebastian Carnevale, Fabiana Giordano y Víctor Corbalán
- Coordinación de producción: Juan Finollo
- Asistentes de Dirección: Omar Aiello y Rodrigo Labat
- Coordinadora de Dirección: Tania Barbieri
- Dirección 2ª unidad: Daniel Aguirre
- Producción: Adolfo Daniel Ditter
- Dirección: Diana Alvárez
- Música: a cargo de Andrea Bocelli ("Vivo per lei") y de Gustavo Spatocco ("Torna A Surriento")